# Mi fido di te (singolo)
Mi fido di te è un singolo del cantautore italiano Jovanotti, pubblicato il 5 novembre 2005 come secondo estratto dal sedicesimo album in studio Buon sangue.

## Descrizione
Il brano, arrangiato da Celso Valli, è stato scelto come inno ufficiale del Partito Democratico in occasione delle elezioni politiche del 2008. Nello stesso anno è stata nuovamente ripresa come colonna sonora dell'omonimo videoclip prodotto per la campagna di sensibilizzazione "Un messaggio per non morire".
Il singolo ha ottenuto un buon successo in Italia, raggiungendo la vetta della classifica airplay.

## Video musicale
Girato interamente a Budapest, il video è stato diretto da Ambrogio Lo Giudice con la fotografia di Gergo Poharnok, il montaggio di Sbrango e la produzione esecutiva di Paolo Soravia.
In esso si vede Jovanotti che passeggia per la città incontrando persone sulla strada, nelle piazze e nella Metropolitana con ognuna una similitudine citata nel testo.

## Tracce
Testi e musiche di Jovanotti, eccetto dove indicato.
CD promozionale (Italia)
1. Mi fido di te – 4:31 (musica: Riccardo Onori, Jovanotti)

CD singolo (Italia)
1. Mi fido di te – 4:31 (musica: Riccardo Onori, Jovanotti)
2. Per me/Serenata rap (Live Medley) – 6:07 (musica: Serenata rap: Michele Centonze, Jovanotti)
3. Stella cometa – 3:52 (Michele Centonze, Jovanotti)

## Classifiche

### Classifiche settimanali
| Classifica (2006) | Posizione massima |
| ----------------- | ----------------- |
| Germania          | 65                |
| Italia            | 40                |

### Classifiche di fine anno
| Classifiche (2006) | Posizione |
| ------------------ | --------- |
| Italia             | 51        |